# نیکون کولپیکس اس۱
نیکون کولپیکس اس۱ (به انگلیسی: Nikon Coolpix S1) یک دوربین عکاسی کامپکت ساخت شرکت نیکون است.